# 10. Berlini Nemzetközi Filmfesztivál
Az 10. Berlini Nemzetközi Filmfesztivál 1960. június 24. és július 5. között került megrendezésre. Az Arany Medve díjat César Fernández Ardavín filmje, az El Lazarillo de Tormes nyerte.

## Zsűri
Az alábbi emberek voltak a fesztivál zsűrijének tagjai:

### Filmek
- Harold Lloyd, amerikai színész, filmkészítő és producer - Zsűrielnök
- Georges Auric, francia zeneszerző
- Henry Reed, brit zeneszerző
- Sohrab Modi, indiai színész, filmkészítő és producer
- Floris Luigi Ammannati, a Velencei Nemzetközi Filmfesztivál olasz rendezője
- Hidemi Ima, japán rendező
- Joaquín de Entrambasaguas, spanyol filozófus és történetíró
- Frank Wisbar, nyugat-német filmkészítő
- Georg Ramseger, nyugat-német író
- Werner R. Heymann, nyugat-német zeneszerző
- Eva Staar, Nyugat-Németország

### Dokumentumfilmek és rövidfilmek
- Johannes Eckardt, nyugat-német filmkurátor - Zsűrielnök
- Tahar Cheriaa, a Carthage Film Days tunéziai alkotója
- Ludwig Gesek, osztrák író és filmtörténész
- Lars Krantz, svéd televíziós producer
- Edwin Redslob, nyugat-német művészettörténész
- Roberto Alejandro Tálice, argentin újságíró, filmkritikus és színműíró
- Semih Tuğrul, török író

## A fesztivál programja

### Versenyben lévő filmek
Az alábbi filmek voltak versenyben az Arany Medve- és az Ezüst Medve-díjakért:
| Magyar cím                | Eredeti cím               | Rendező                                           | Ország                            |
| ------------------------- | ------------------------- | ------------------------------------------------- | --------------------------------- |
| Egy pohár víz             | Das Glas Wasser           | Helmut Käutner                                    | Nyugat-Németország                |
| The Angry Silence         | The Angry Silence         | Guy Green                                         | Egyesült Királyság                |
| Jokyô                     | 女経                      | Kōzaburō Yoshimura, Icsikava Kon, Yasuzō Masumura | Japán                             |
| Kifulladásig              | À bout de souffle         | Jean-Luc Godard                                   | Franciaország                     |
| Biyaya ng lupa            | Biyaya ng lupa            | Manuel Silos                                      | Fülöp-szigetek                    |
| El Lazarillo de Tormes    | El Lazarillo de Tormes    | César Fernández Ardavín                           | Spanyolország, Olaszország        |
| A búcsú                   | Kirmes                    | Wolfgang Staudte                                  | Nyugat-Németország, Franciaország |
| Tro, håb og trolddom      | Tro, håb og trolddom      | Erik Balling                                      | Dánia                             |
| Gureumeun heulleogado     | 구름은 흘러가도           | Yu Hyun-mok                                       | Dél-Korea                         |
| Aki szelet vet            | Inherit the Wind          | Stanley Kramer                                    | Amerikai Egyesült Államok         |
| Kaks' tavallista Lahtista | Kaks' tavallista Lahtista | Ville Salminen                                    | Finnország                        |
| A matador                 | Il Mattatore              | Dino Risi                                         | Olaszország                       |
| Les Jeux de l'amour       | Les Jeux de l'amour       | Philippe de Broca                                 | Franciaország                     |
| Nianchan                  | にあんちゃん              | Shōhei Imamura                                    | Japán                             |
| My Slave                  | ทาสของฉัน                  | Ubol Yugala                                       | Thaiföld                          |
| Nai Kiran                 | نیو لائٹ                  | S. M. Agha                                        | Pakisztán                         |
| Doa al karawan            | دعاء الكروان              | Henry Barakat                                     | Egyiptom                          |
| Eroika                    | Ερόικα                    | Mihálisz Kakojánisz                               | Görögország                       |
| Fin de fiesta             | Fin de fiesta             | Leopoldo Torre Nilsson                            | Argentína                         |
| Zsebtolvaj                | Pickpocket                | Robert Bresson                                    | Franciaország                     |
| Puberun                   | পূবেৰুণ                      | Prabhat Mukherjee                                 | India                             |
| Sängkammartjuven          | Sängkammartjuven          | Göran Gentele                                     | Svédország                        |
| Venner                    | Venner                    | Tancred Ibsen                                     | Norvégia                          |
| Sotto dieci bandiere      | Sotto dieci bandiere      | Duilio Coletti                                    | Olaszország                       |
| Vad folyó                 | Wild River                | Elia Kazan                                        | Amerikai Egyesült Államok         |

### Dokumentumfilmek és rövidfilmek
| Magyar cím                    | Eredeti cím                   | Rendező                               | Ország                    |
| ----------------------------- | ----------------------------- | ------------------------------------- | ------------------------- |
| Austria Gloriosa              | Austria Gloriosa              | Edmund von Hammer                     | Ausztria                  |
| Ballon vole                   | Ballon vole                   | Jean Dasque                           | Franciaország             |
| Diario                        | Diario                        | Juan Berend                           | Argentína                 |
| Le songe des chevaux sauvages | Le songe des chevaux sauvages | Denys Colomb de Daunant               | Franciaország             |
| Faja lobbi                    | Faja lobbi                    | Herman van der Horst                  | Hollandia                 |
| Hafenrhythmus                 | Hafenrhythmus                 | Wolf Hart                             | Nyugat-Németország        |
| I vecchi                      | I vecchi                      | Raffaele Andreassi                    | Olaszország               |
| A dzsungel macskája           | Jungle Cat                    | James Algar                           | Amerikai Egyesült Államok |
| Mandara                       | Mandara                       | René Gardi                            | Svájc                     |
| Homens do Brasil              | Homens do Brasil              | Nelson Marcellino de Carvalho         | Brazília                  |
| Người con của biển cả         | Người con của biển cả         | (ismeretlen rendező)                  | Dél-Vietnám               |
| Der Spielverderber            | Der Spielverderber            | Ferdinand Diehl, Boris von Borresholm | Nyugat-Németország        |
| Village Sunday                | Village Sunday                | Stewart Wilensky                      | Amerikai Egyesült Államok |

## Győztesek
- Arany Medve: El Lazarillo de Tormes (César Fernández Ardavín)
- Ezüst Medve díj a legjobb rendezőnek: Jean-Luc Godard (Kifulladásig)
- Ezüst Medve díj a legjobb színésznőnek: Juliette Mayniel (A búcsú)
- Ezüst Medve díj a legjobb színésznek: Fredric March (Aki szelet vet)
- A zsűri különdíja: Les Jeux de l'amour (Philippe de Broca)
- Arany Medve a legjobb dokumentumfilmnek: Faja lobbi (Herman van der Horst)
  - Tiszteletbeli említés: Mandara (René Gardi)
- Arany Medve a legjobb rövidfilmnek: Le songe des chevaux sauvages (Denys Colomb de Daunant)
- Ezüst Medve díj a legjobb rövidfilmnek:
  - Der Spielverderber (Ferdinand Diehl, Boris von Borresholm)
  - I vecchi (Raffaele Andreassi)
  - Diario (Juan Berend)
- A zsűri különdíja rendkívüli rövidfilmnek: Hest på sommerferie (Astrid Henning-Jensen)
  - Tiszteletbeli említés (rövidfilm):
    - Austria Gloriosa (Edmund von Hammer)
    - Hafenrhythmus (Wolf Hart)
- FIPRESCI-díj
  - The Angry Silence (Guy Green)
- OCIC-díj
  - The Angry Silence (Guy Green)
- C.I.D.A.L.C.-díj
  - El Lazarillo de Tormes (César Fernández Ardavín)
- Jugendfilmpreis, az ifjúsági filmes díj
  - Legjobb egész estés ifjúsági film: Aki szelet vet (Stanley Kramer)
    - Tiszteletbeli említés: The Angry Silence (Guy Green)

  - Legjobb ifjúsági dokumentumfilm: A dzsungel macskája (James Algar)
    - Tiszteletbeli említés: Mandara (René Gardi)

  - Legjobb ifjúsági rövidfilm: Người con của biển cả (ismeretlen rendező)
    - Tiszteletbeli említés: Ballon vole (Jean Dasque)

## Fordítás
- Ez a szócikk részben vagy egészben  a(z)   10th Berlin International Film Festival című angol Wikipédia-szócikk fordításán alapul.  Az eredeti cikk szerkesztőit annak laptörténete sorolja fel. Ez a jelzés csupán a megfogalmazás eredetét és a szerzői jogokat jelzi, nem szolgál a cikkben szereplő információk forrásmegjelöléseként.